# Alexander Adler
Alexander Fredrik Leopold Adler, född den 21 september 1873 i Gudmuntorps församling, Malmöhus län, död den 7 augusti 1964 i Malmö, var en svensk ämbetsman.
Adler avlade mogenhetsexamen i Lund 1892 och juris utriusque kandidatexamen vid Lunds universitet 1900. Han blev extra länsbokhållare i Malmöhus län 1904, förste länsbokhållare där 1916 och länsassessor 1917. Adler var landskamrerare i Malmöhus län 1930–1938. Han blev riddare av Vasaorden 1924 och av Nordstjärneorden 1935. Adler vilar i sin familjegrav på Gudmuntorps kyrkogård.